# Fittjesjön
Fittjesjön är en sjö i Sundsvalls kommun i Medelpad och ingår i Selångersåns huvudavrinningsområde. Sjön har en area på 0,0528 kvadratkilometer och ligger 163,1 meter över havet. Sjön avvattnas av vattendraget Kvarsättbäcken.

## Delavrinningsområde
Fittjesjön ingår i det delavrinningsområde (692486-156187) som SMHI kallar för Inloppet i Mosjön. Medelhöjden är 227 meter över havet och ytan är 6,7 kvadratkilometer. Räknas de 3 avrinningsområdena uppströms in blir den ackumulerade arean 19,35 kvadratkilometer. Kvarsättbäcken som avvattnar avrinningsområdet har biflödesordning 2, vilket innebär att vattnet flödar genom totalt 2 vattendrag innan det når havet efter 18 kilometer. Avrinningsområdet består mestadels av skog (85 procent). Avrinningsområdet har 0,05 kvadratkilometer vattenytor vilket ger det en sjöprocent på 0,8 procent.